# 예천 명봉사 경청선원자적선사능운탑비
예천 명봉사 경청선원자적선사능운탑비(醴泉 鳴鳳寺 境淸禪院慈寂禪師陵雲塔碑)는 대한민국 경상북도 예천군 명봉사에 있는, 통일신라 말기로부터 고려시대 초기까지 활동한 승려 자적선사(慈寂禪師, 882~939년)의 행적을 기록한 석비이다. 2010년 2월 24일 대한민국의 보물 제1648호로 지정되었다.

## 개요
이 경청선원자적선사능운탑비(境淸禪院慈寂禪師陵雲塔碑)는 통일신라 말기로부터 고려시대 초기까지 활동한 승려 자적선사(慈寂禪師, 882~939년)의 행적을 기록한 석비로 선사의 덕을 추모하기 위하여 고려 태조의 명으로 태조 24년(941)에 세운 탑비(塔碑)이다.
이 비의 음기(陰記)에는 10行의 음기가 이두문으로 기록되어 있는데, 내용은 도평성(都評省)에서 홍준화상(洪俊和尙:慈寂禪師) 중도(衆徒)의 우법사(右法師)에게 보낸 첩문(帖文)과 탑비의 조성과정에 관한 것이다.
특히 첩문은 이두문(吏讀文)으로 작성된 공문으로 고려 초기의 공문서의 양식과 당시 이두의 용법을 보여주는 귀중한 자료로 평가되고 있다. 현재 비문의 일부가 결락되어 있으나 비문의 중요 내용은 거의 파악이 가능하며 비의 형태 또한 귀부의 머리부분만 결손 되어 있을 뿐 그 잔여 부분은 거의 온전한 상태로 남아 있다.
이 탑비의 주인공인 자적선사는 여주 고달원의 원감대사를 조사로 하고 그의 뒤를 이은 창원 봉림산문의 개산조 진경대사의 법통을 다시 이어 받음으로써 혜목산문 또는 봉림산문의 선맥을 고려시대까지 전승시킨 분이라고 볼 수 있다. 또한 이 탑비의 비문은 당대의 명문장가 최언위가 짓고 비문의 서체는 중국의 명필 구양순의 필적을 집자하였으며 고려 최초의 이두문자까지 남아 있어 고려초기의 문장과 서예를 잘 보전하고 있다. 따라서 이 비문은 고려초기의 불교사와 예술사 연구 및 국어학 연구의 중요한 자료이다.

## 갤러리

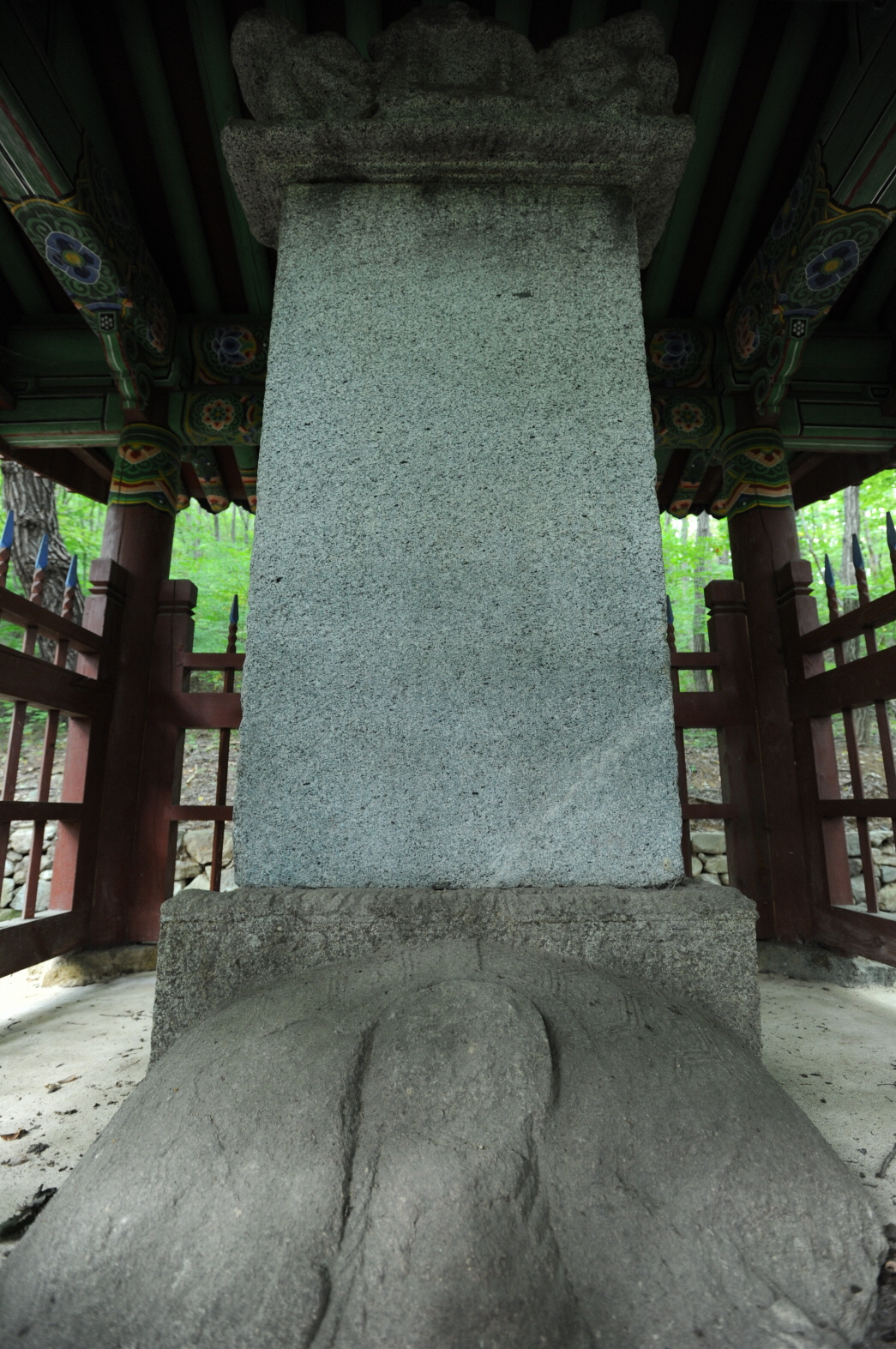
경청선원자적선사능운탑비
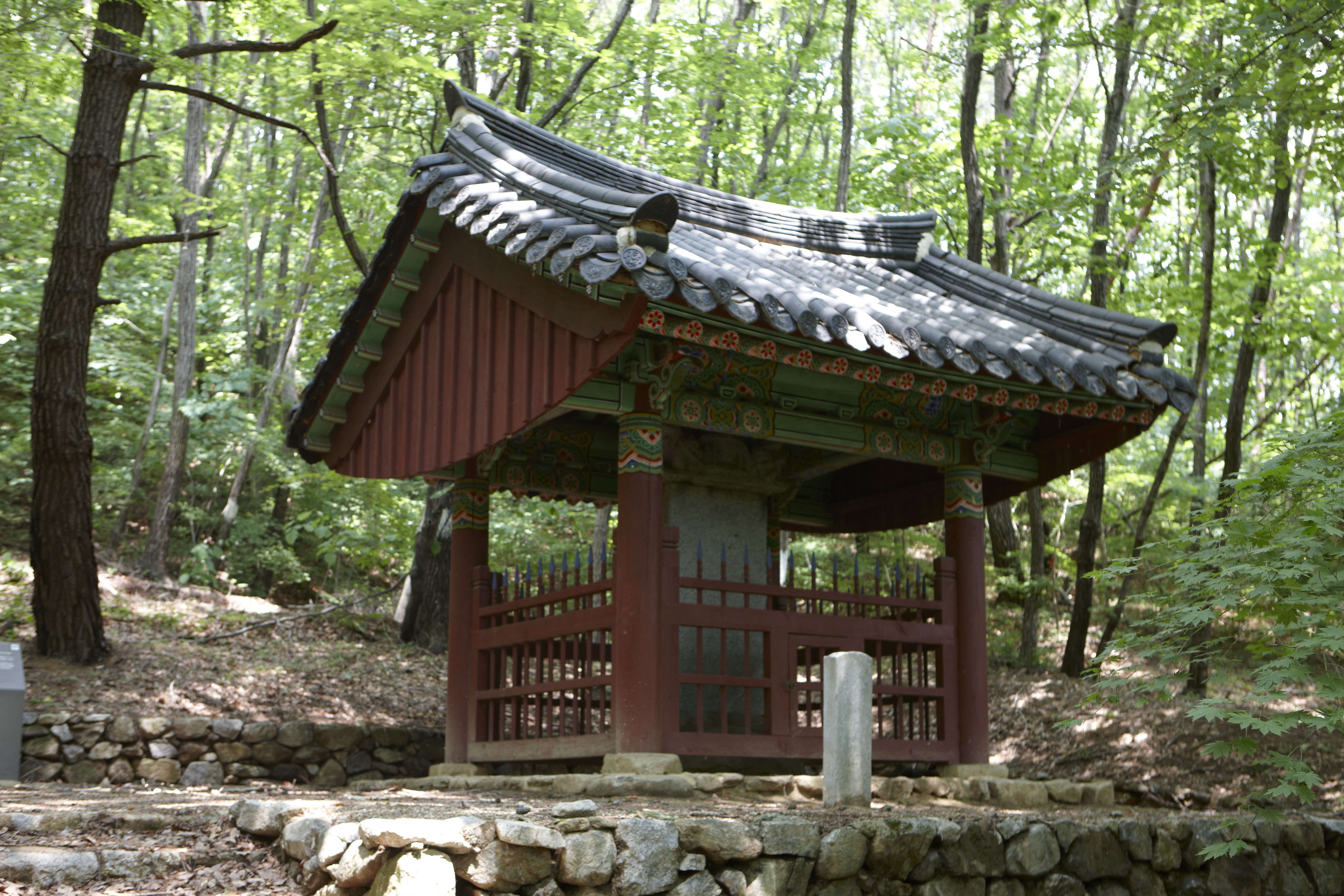
경청선원자적선사능운탑비
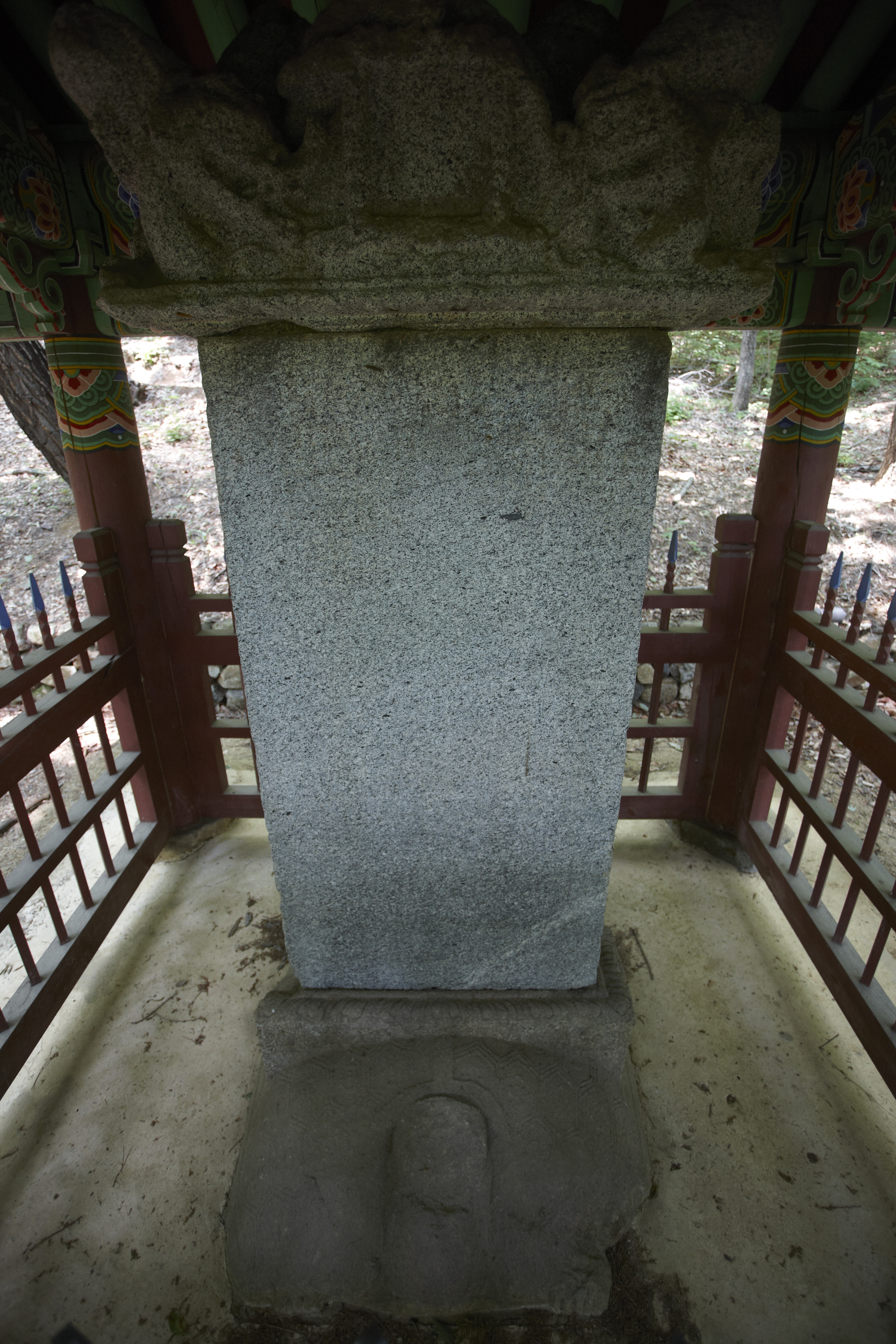
경청선원자적선사능운탑비
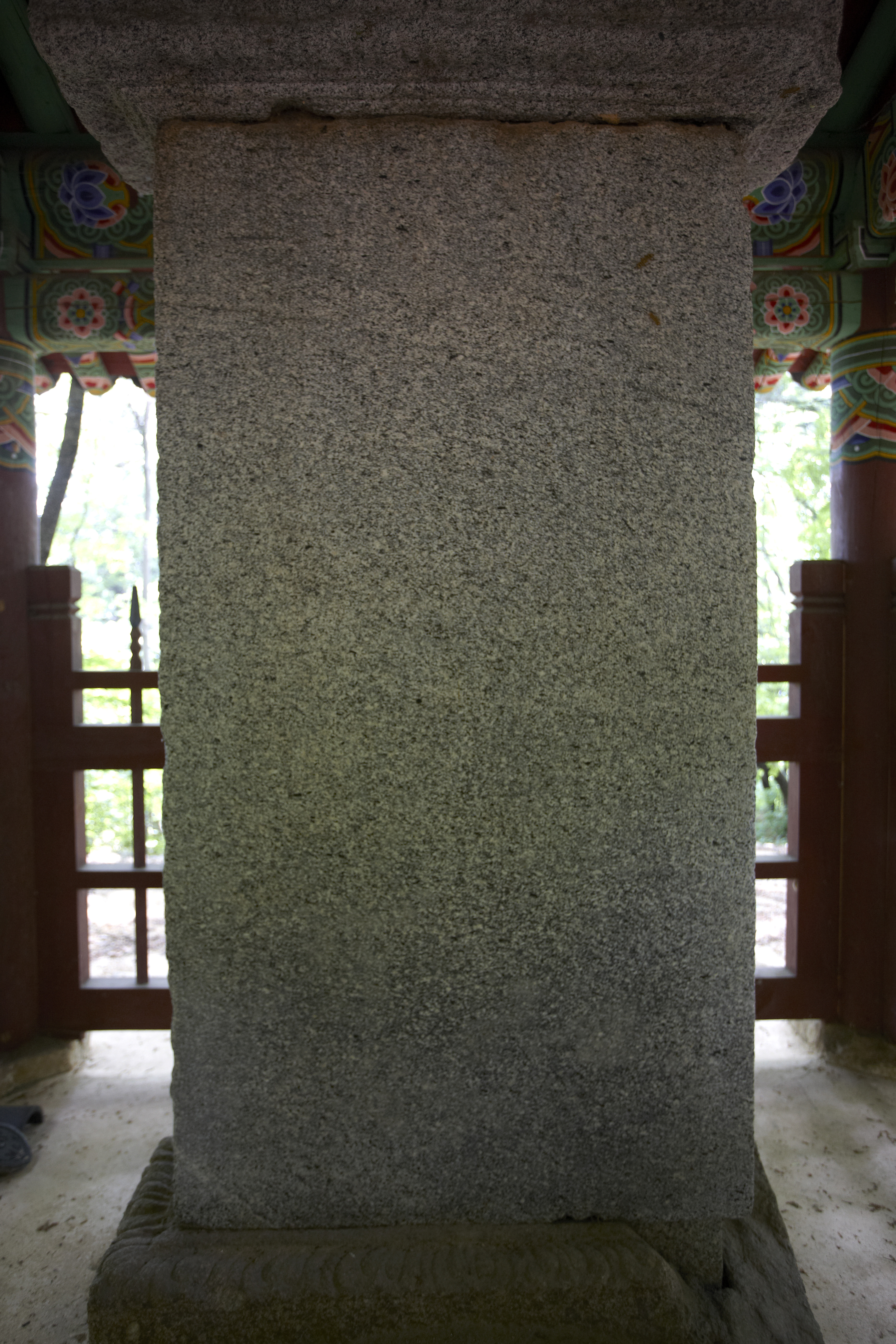
경청선원자적선사능운탑비
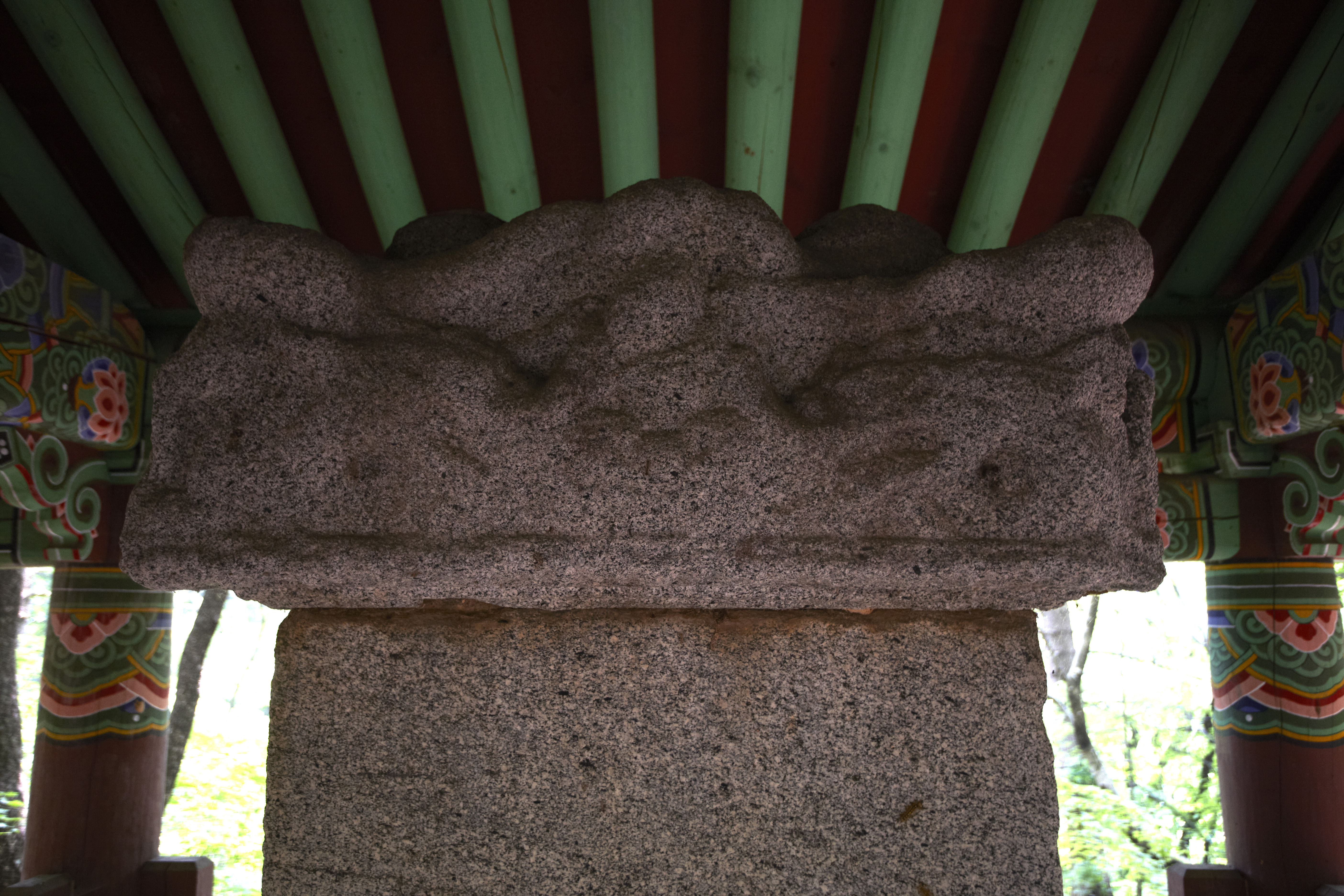
경청선원자적선사능운탑비
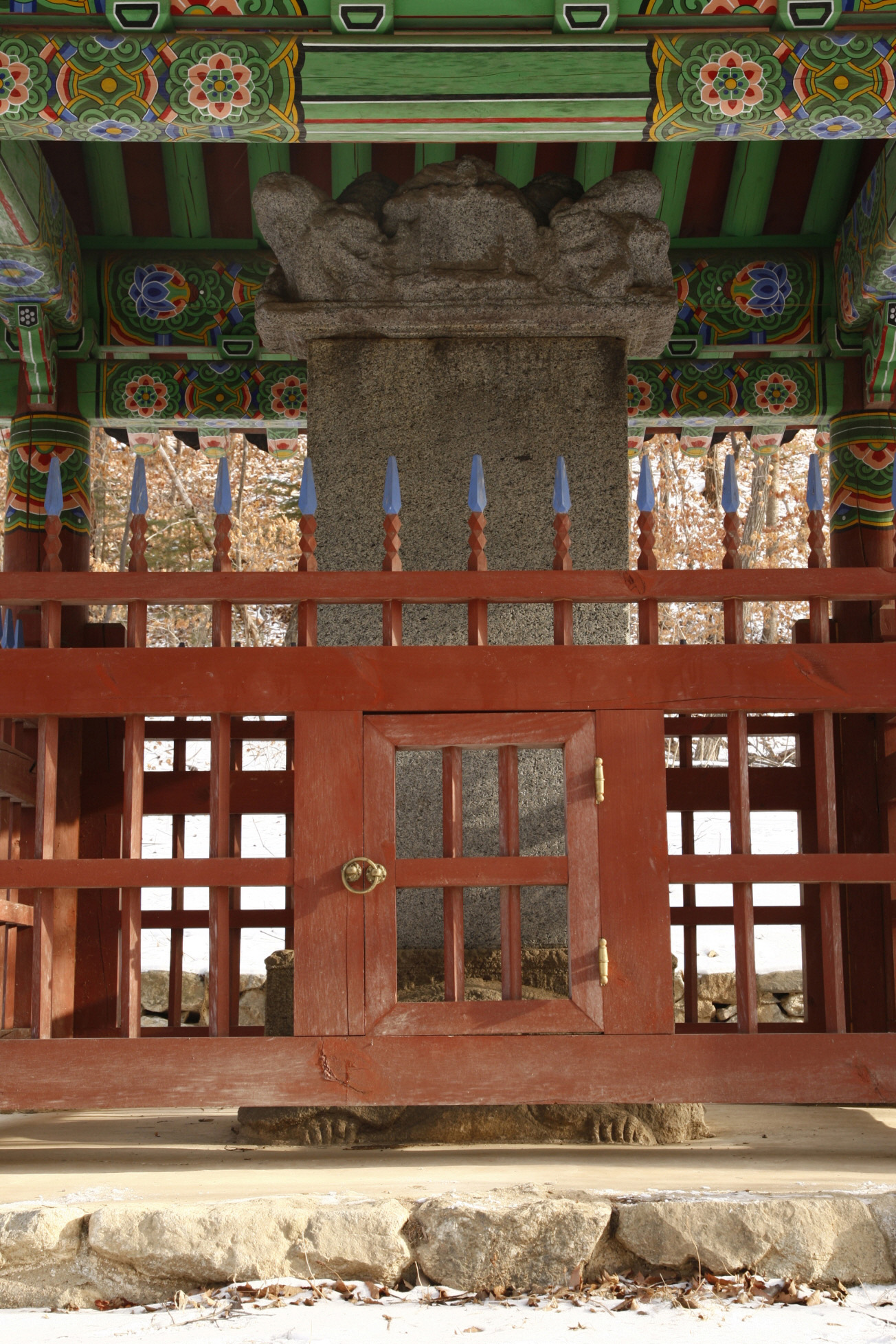
경청선원자적선사능운탑비
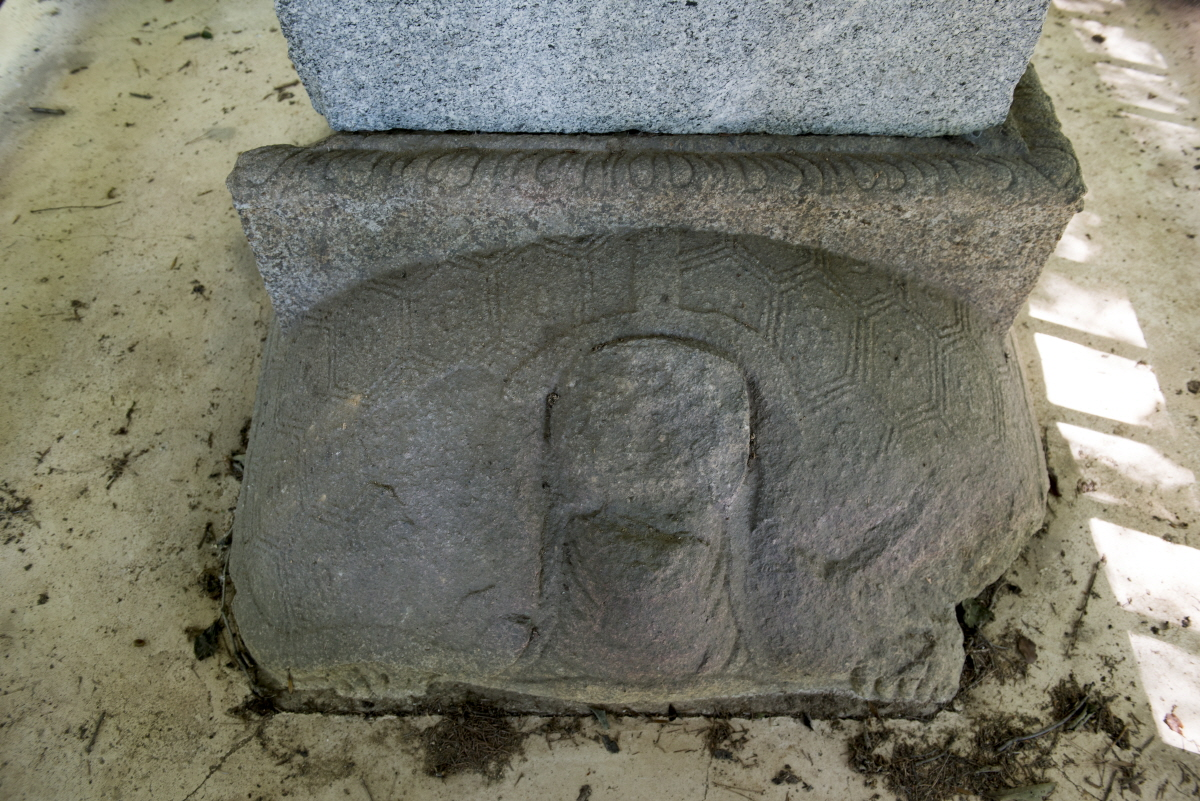
귀부
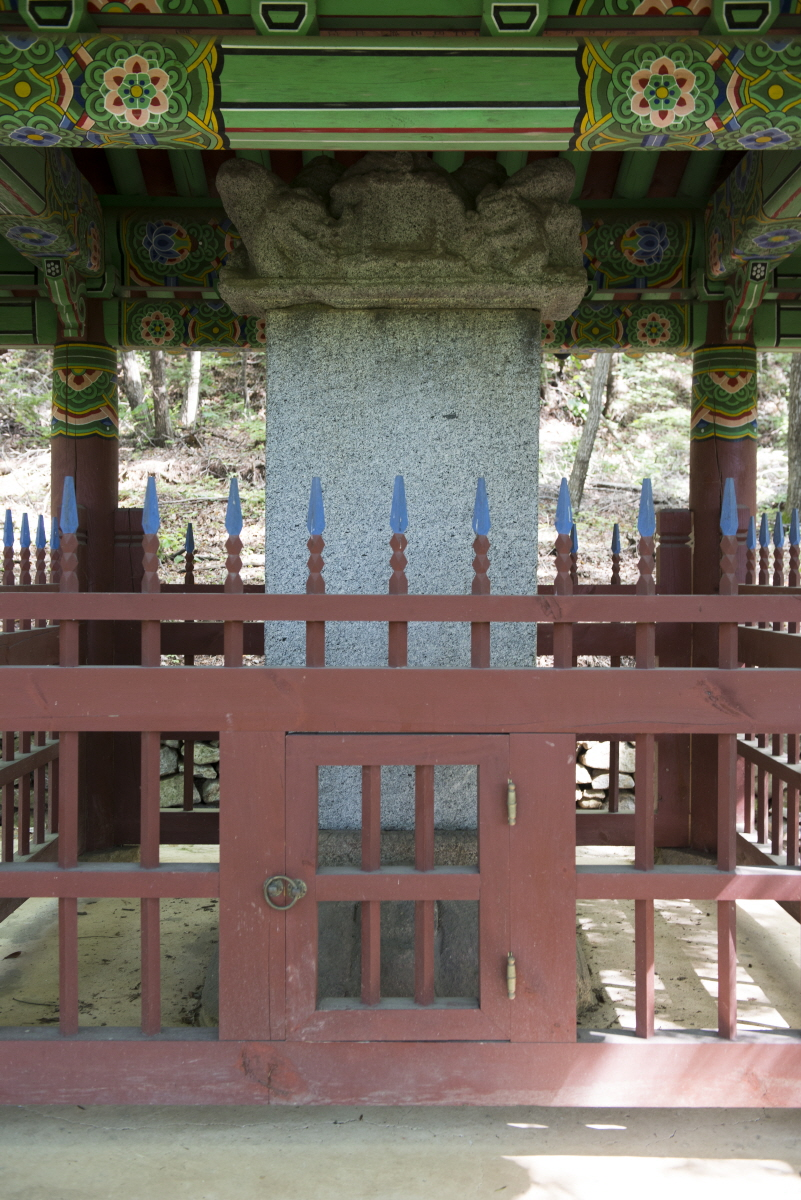
앞모습
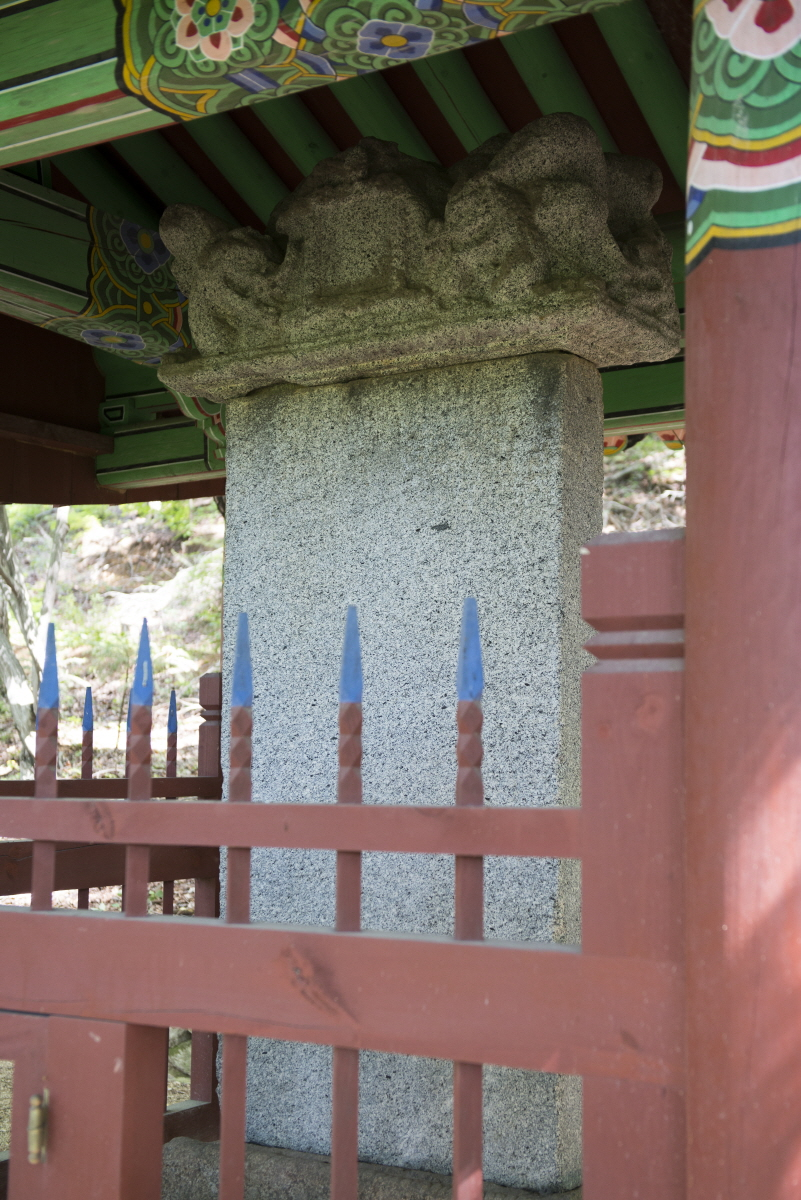
옆모습
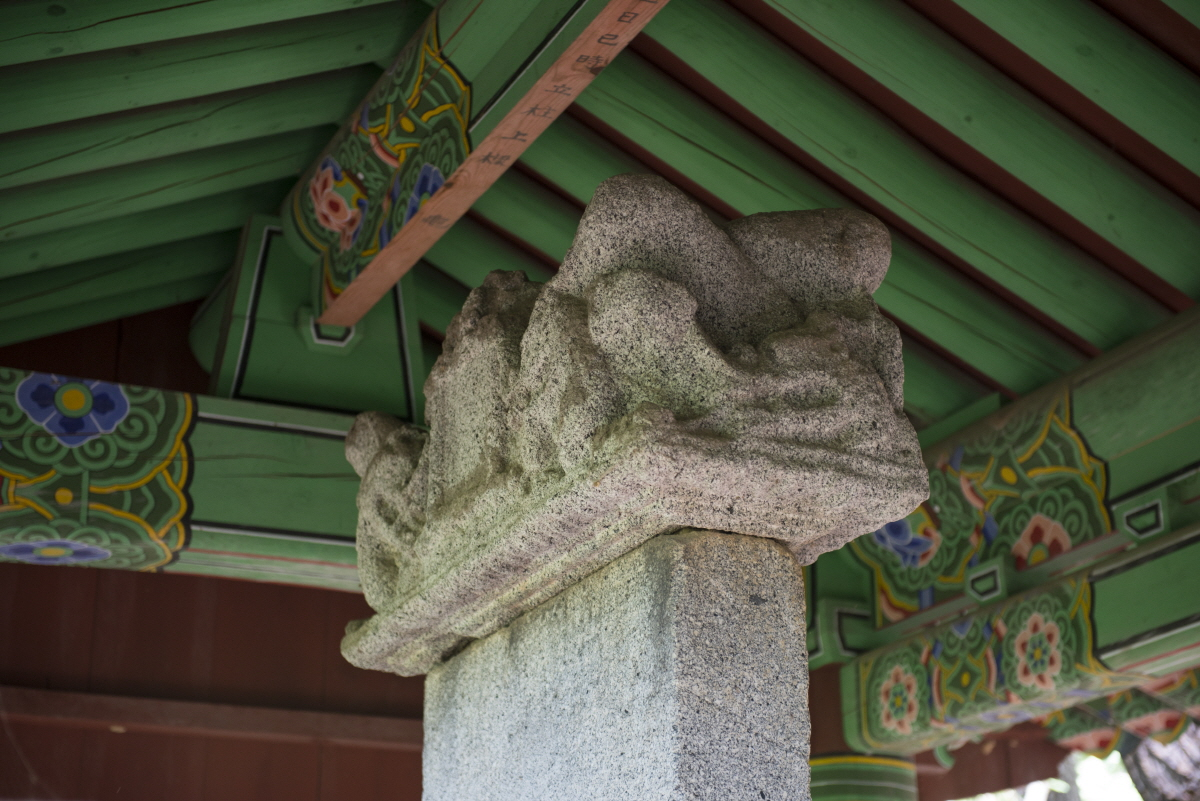
이수 옆면
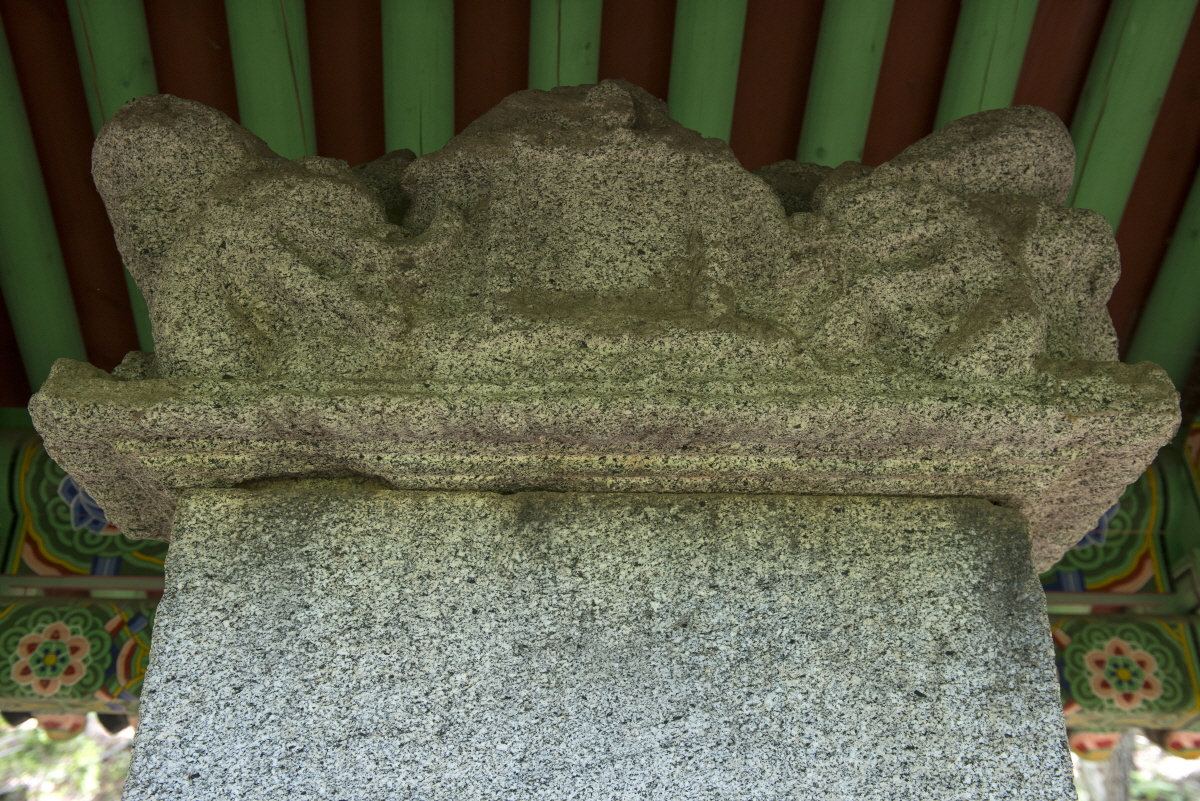
이수
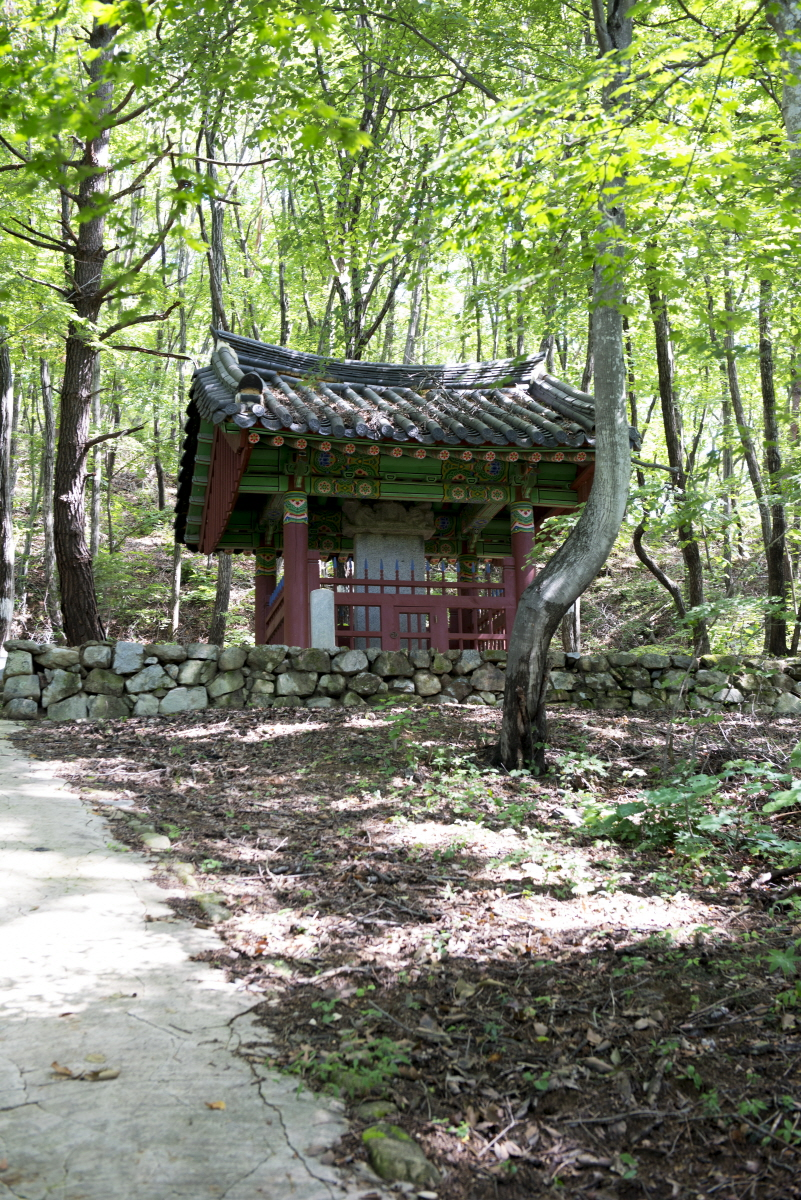
전각 원경

## 같이 보기
- 명봉사

## 참고 자료
- 예천 명봉사 경청선원자적선사능운탑비 - 국가유산청 국가유산포털